# Fortifications de Grenoble
 (mars 2025).
 (avril 2020).
 (avril 2020).
Si vous disposez d'ouvrages ou d'articles de référence ou si vous connaissez des sites web de qualité traitant du thème abordé ici, merci de compléter l'article en donnant les références utiles à sa vérifiabilité et en les liant à la section « Notes et références ».

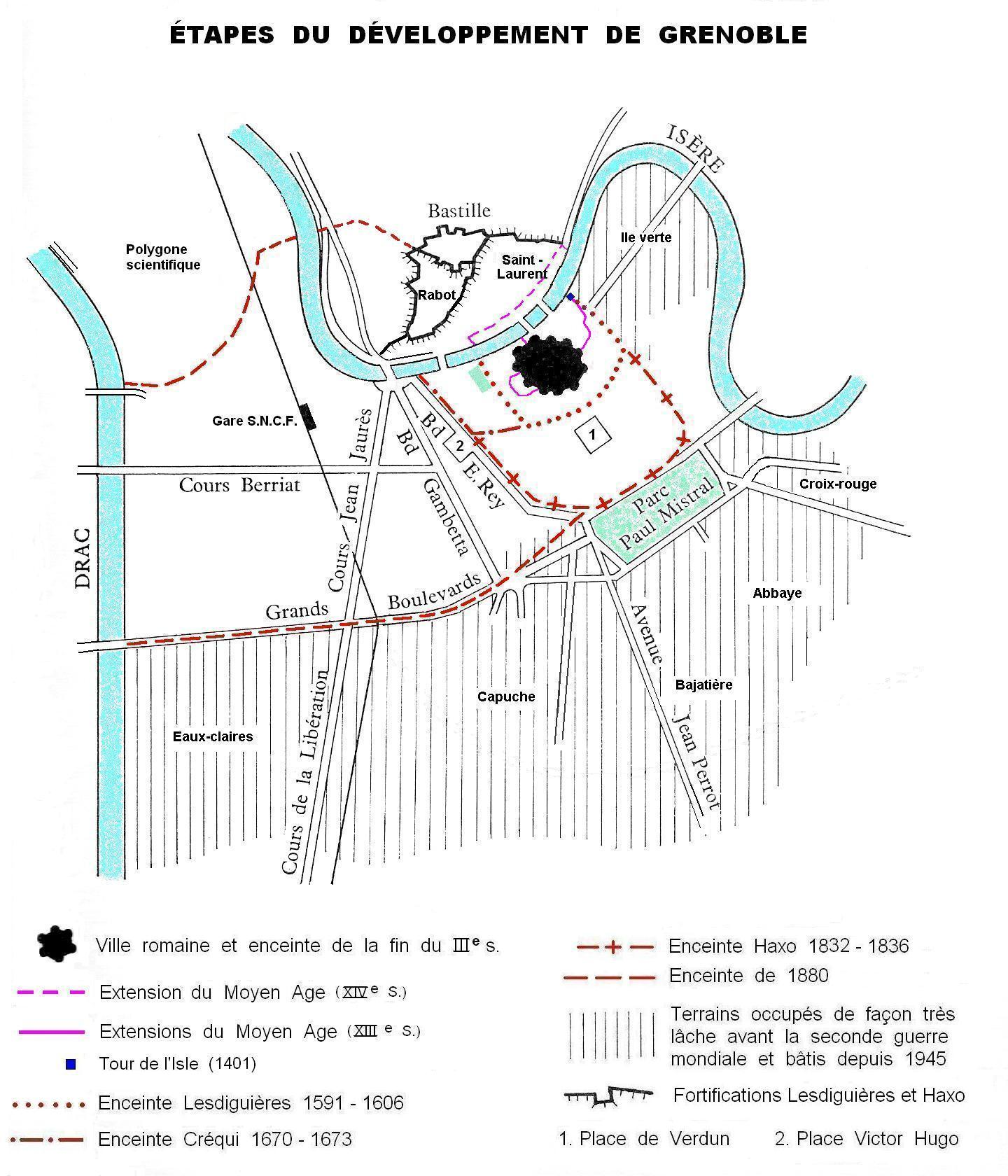
Étapes du développement des fortifications de Grenoble

Les fortifications de Grenoble comprennent :

## Enceinte romaine

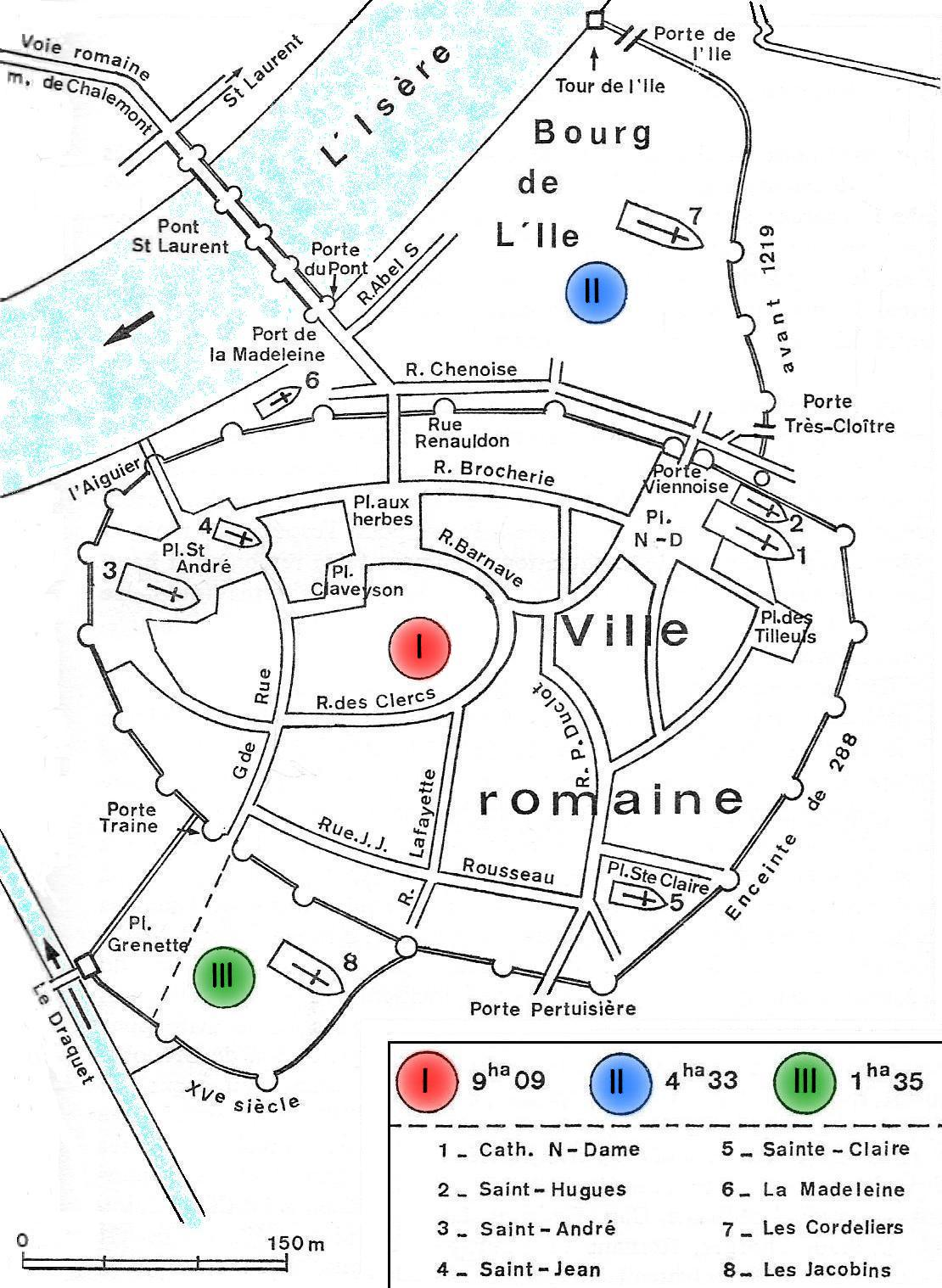
Grenoble au XIIIe siècle

## Enceinte Lesdiguières
- Enceinte urbaine et citadelle

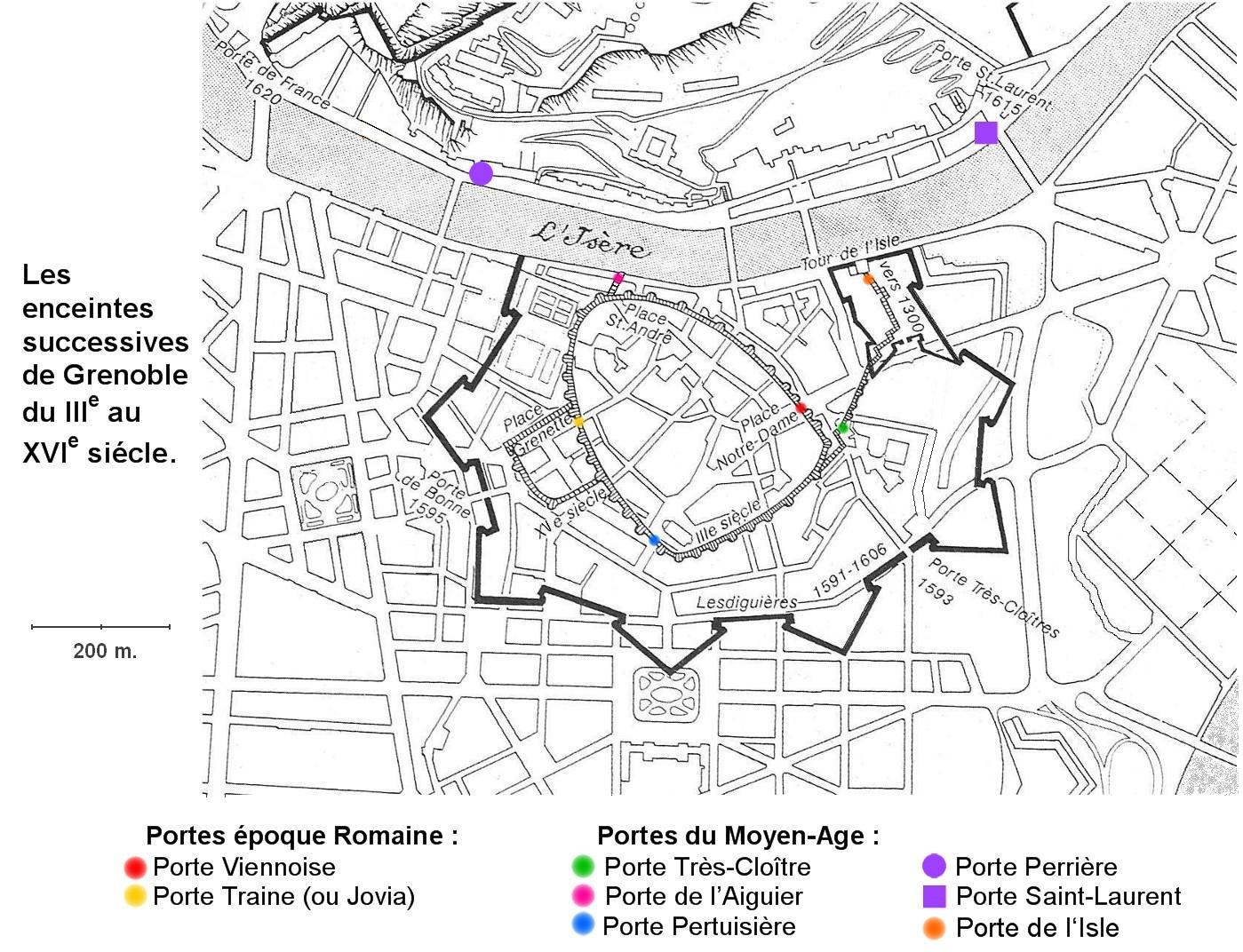
Grenoble au XVIe siècle

## Enceinte Vauban
- Enceinte urbaine - projet, non réalisée sauf :
- Poudrière

## Enceinte Haxo
- Enceinte urbaine
- La Bastille

## Enceinte Séré de Rivières
- Batteries 1 et 2 des Enginières
- Batterie du Neron
- Camp de Poisat (camp de manœuvre)
- Fort de Comboire (commune de Claix)
- Fort de Montavie
- Fort de Saint-Nizier (non construit)
- Fort des Quatre Seigneurs
- Fort du Bourcet
- Fort du Mûrier
- Batterie Basse du Mûrier
- Batterie Hautes du Mûrier
- Fort du Saint-Eynard
- Ouvrage du Quichat (batterie)
- Enceinte urbaine et citadelle

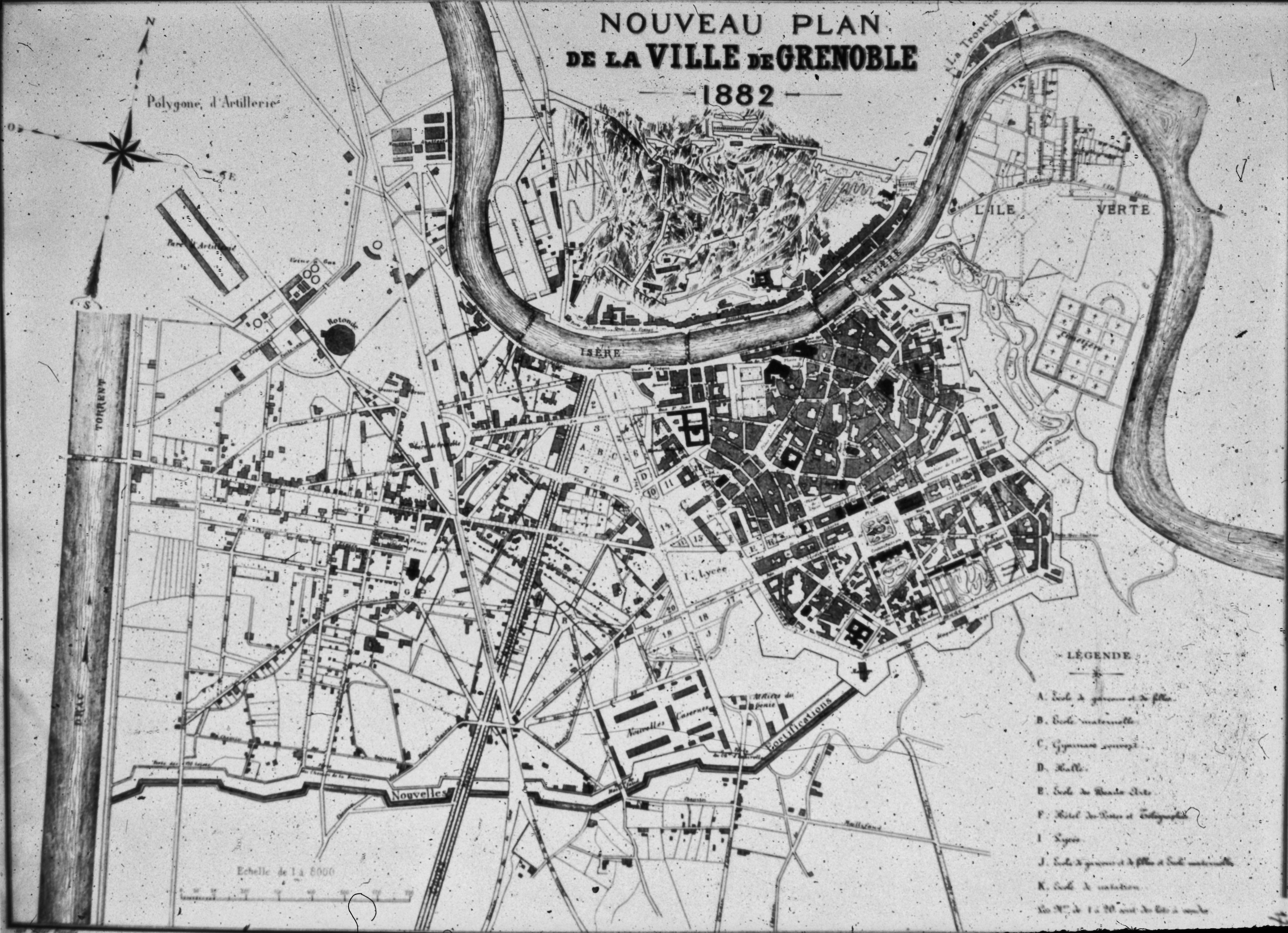
Grenoble en 1882